# Фишано
Фишано је насеље у Италији у округу Салерно, региону Кампанија.
Према процени из 2011. у насељу је живело 709 становника. Насеље се налази на надморској висини од 276 м.

## Становништво
| 1951. | 1961. | 1971. | 1981. | 1991.  | 2001.  | 2011.  |
| ----- | ----- | ----- | ----- | ------ | ------ | ------ |
| 8.451 | 8.496 | 8.032 | 9.838 | 11.421 | 12.275 | 13.677 |